# Кінематограф Шрі-Ланки
Кінематограф Шрі-Ланки — галузь культури та економіки, що об'єднує всі види професійної діяльності, пов'язаної з виробництвом, розповсюдженням, зберіганням та демонструванням фільмів, а також навчально-наукову роботу (див. кінознавство). Необхідно виділяти дві значні відмінності в кінематографі Шрі- Ланки . Це мовні групи цього мистецтва: сингальскуа і тамільська. Обидві вони перебувають під значним творчим впливом індійського кінематографа.

## Кінематограф сингальською мовою

### Період колонізації (1901—1948 роки)
Перший фільм на Шрі-Ланці (Цейлоні) демонструвався в 1901 році на закритому показі для британського губернатора і бранців Англо-бурської війни 1899—1902 років. Короткометражний документальний фільм носив пропагандистський характер і прославляв перемогу Британії в цій війні. Також в цьому фільмі були показані кадри кінохроніки з похоронів Королеви Вікторії и коронації Едуарда VII. Перший постійний кінотеатр доступний широкій публіці був відкритий у 1903 році. Демонструвалися там, в основному, індійські фільми. У 1925 році на Шрі-Ланці був знятий перший ігровий фільм, який був показаний в Індії і Сінгапурі, проте пожежа знищила оригінальні негативи, і власне на батьківщині картина показана не була. У 1920-1930-х роках на Шрі-Ланці, як і по всьому світу, лідирують американські фільми з Чарлі Чапліним, Гретою Гарбо, Рудольфом Валентино та іншими зірками німого кіно. Проте в кінці 1930-х — початку 1940-х років знову стає популярним індійське кіно.
Певний вплив у становленні кінематографа Шрі-Ланки зробив індійський продюсер Н. М. Найягам. В якості місця організації студії було обрано найдавніше місто Індії Мадурай, де планувалося знімати фільми за національними сюжетами. Там в кінці 1946 року було знято перший фільм сингальською мовою «Порушена обіцянка» (трансліт Kadawunu Poronduwa). Прем'єрний показ відбувся в січні 1947 року і вважається моментом утворення національного кінематографа Шрі-Ланки. Мелодраматична картина була добре прийнята глядачами, проте критики звинуватили її в повному наслідуванні індійського кінематографу: «кіно Індії, і так вже говорить на 12 мовах, просто додало тринадцяту — сингальську».
«Асокамала» (Asokamala, прем'єра — квітень того ж року), сюжет фільму оснований на традиційному народному сюжеті про кохання, також був звинувачений в тому, що «зруйнував, поглумився і опоганив легенду».

### Домініон Британської імперії (1948—1972 роки)
З 1947-го по 1956 рік на Шрі-Ланці вийшло в прокат всього 39 ігрових фільмів.
В лютому 1948 року була офіційно проголошена незалежність держави Цейлон в межах домініону Британської імперії. Суспільно-політичні зміни спричинили зміни і в кінематографі. Найбільш важливим для кіно Шрі-Ланки виявився 1953 рік. Відомий у майбутньому режисер Сайрісена Вімейлавіра (Sirisena Wimalaweera), який пропагував кінематограф, як мистецтво, організував студію «Nava Jeevana» і зняв свій перший фільм. Режисер і сценарист Дж'ямані (B. A. W. Jayamanne), за п'єсою якого був поставлений фільм «Порушене обіцянку», сам вирішив знімати кіно. Він випустив романтичний мюзикл «Kele Handa» і забезпечив успіх дуету перших зірок національного кінематографа актрисі Рукмані Деві (Rukmani Devi) і братові режисера, актора Едді Джьямани (Eddie Jayamanne).
Третьою подією року став вихід музичного бойовика «Sujatha», який, з одного боку, пародіював індійське кіно, з іншого — на довгі роки встановив схему прокатного і комерційного успіху національних фільмів: «пісні-бійки-жарти».
У 1956 році режисер Лестер Джеймс Перьєс, який раніше працював як документаліст, об'єднавшись з кількома однодумцями, зняв фільм «Лінія долі» (англ. Rekava), який став переломним в кінематографі Шрі-Ланки. Революційність картини полягала у відмові від використання художніх прийомів індійського кіно (зайвої мелодраматизму, гротескної поляризації персонажів на «поганих-хороших», невиправданого, демонстраційного насильства) при активному пошуку власних образотворчих засобів (розвиток характеру персонажів у міру зміни зовнішніх обставин, аналіз вчинків героїв у світлі сингальських вірувань і традицій). У фільмі, що розповідає історію хлопчика-підлітка із звичайної села, широко були використані нетипові раніше натурні зйомки, що додало йому реалізму і достовірності. При загальних відгуках про картину як про «справжнє промені світла», а про режисера, як про «колоса національного кіно», широким колом глядачів фільм був сприйнятий негативно, саме через відсутність звичних вже атрибутів розважального видовища. Фільм був відібраний для участі в основній програмі Каннського кінофестивалю 1957 року. Саме його роботи отримали визнання критиків і глядачів по всьому світу. Його остання картина Wekande Walauwa («Особняк у озера») стала першим фільмом-номінантом зі Шрі-Ланки на звання Кращого фільму іноземною мовою за визнанням оскарівських кіноакадеміків.
Хоча масове кіно Шрі-Ланки продовжувало випуск фільмів у відповідності з перевіреними канонами легкого жанру, все більша кількість режисерів йшло від комерційного копіювання іноземних зразків. Однак нового етапу розвитку досяг знову Лестер Джеймс Перьес. Його картина «Gamperaliya» (рос. ≈ Изменения в деревне, 1963 рік) по книзі сингальської романіста Мартіна Вікрамасінгха відобразила соціальну драму сільських жителів в епоху урбанізації. Цей фільм отримав нагороду — Золотого Павлина Міжнародного кінофестивалю в Нью-Делі і ряд інших кінематографічних нагород. Знявшись у фільмі актори Гаміні Фонсека і Генрі Йаесена (Henry Jayasena) стали надзвичайно популярні серед глядачів.
Успіх «Gamperaliya» викликав справжній бум соціального реалізму в кінематографі Шрі-Ланки. Серед інших праць цього періоду, режисер Сірі Гунасингх (Siri Gunasinghe) знімає фільм «Сім морів» (Sath Samudura, 1966 рік) про життя рибальських громад, відзначений критиками за майстерність при постановці великих планів. Д. Б. Нихалсингх ставить «Пустелю» (Welikathara, 1971 рік), який був оцінений за високий рівень операторської роботи та монтажу. У 1980 році вийшла стрічка «Баддегама», знята Лестером Джеймсом Пер'єсом на основі роману Леонарда Вулфа «Село в джунглях». Фільм був представлений на Двотижневику режисерів у 1981 році, наступного року фільм демонструвався на Міжнародному кінофестивалі в Торонто. 
Режисер Вімукті Джаясундара в 2005 році став першим представником кіноіндустрії Шрі-Ланки, який виграв престижну премію «Камера Д'Op» за Кращий Дебютний Фільм, завоювали нагороду на Канському кінофестивалі картина «Sulanga Enu Pinisa» ("Забута земля "). Його фільми «Sooriya Arana», «Hiripoda Wassa», «Samanala Thatu» знову повернули жителів Шрі-Ланки в кінотеатри.
Режисер Прасанні Вітханаге прийшов в шрі-ланкійських кіноіндустрію в 1992 році зі своїм дебютним ігровим фільмом «Sisila Gini Ganee» («Лід в огні»). З тих пір він зняв вісім примітних ігрових фільмів. У 1998 році Асока Хандагама поставив свій перший ігровий фільм «Chanda Kinnarie» («Місячна дама»). На його рахунку — теж вісім ігрових фільмів, останній з яких — «Age Asa Aga» («Нехай вона поплаче») в 2017 році фільм отримав кілька національних премій в номінаціях «Кращий режисер», «Найкращий фільм» і «Краща актриса». Важливий внесок вносить в кіно і Вімуктхі Джаясундара, в 2005 році отримав на Каннському кінофестивалі нагороду «Золота камера» за свій дебютний ігровий фільм «Sulaga Anu Pinisa»
Зовсім недавно Прасанні Вітханаге, Асока Хандагама і Вімуктхі Джаясундара зняли три фільми, об'єднані під однією назвою «Йому, їй, Іншому» («Him, Her, The Other», 2018) для Бюро національної єдності і примирення (Шрі-Ланка).